# فتاوى قاضيخان (كتاب)
فتاوى قاضيخان في مذهب الإمام الأعظم أبي حنيفة النعمان (الفتاوى الخانية) هو كتاب من تأليف الإمام فخر الدين قاضيخان الحنفي (ت: 592 هـ) ذكر فيه جملةً من المسائل التي يغلب وقوعها، وتمس الحاجة إليها، ورتبها على ترتيب الكتب المعروفة بين العلماء فرعاً وأصلاً. واقتصر فيه على قول أو قولين فيما كَثُرَت فيه الأقاويل من المتأخرين، وقَدّم ما هو الأظهر، وافتتح بما هو الأشهر، كما قال في خطبته، ووضع له فِهرساً مُفَصّلاً. ويعتبر هذا الكتاب من أصح الكتب التي يُعتَمد عليها في الإفتاء والعمل عند فقهاء الحنفية.

## نبذة عن المؤلف
هو: فخر الدين أبو المحاسن الحسن بن منصور بن محمود الأوزجندي الفرغاني الحنفي المعروف بقاضي خان (ت: 592 هـ). كان إماما كبيراً، غواصاً في المعاني الدقيقة، كما يعتبر من أهل الترجيح عند الحنفية. له: (الفتاوى)، و(الأمالي)، و(الواقعات)، و(المحاضر)، و(شرح الزيادات)، و (شرح الجامع الصغير)، و(شرح أدب القضاء للخصاف)، وغير ذلك.
قال عنه الذهبي في سير أعلام النبلاء: «هو العلامة شيخ الحنفية أبو المحاسن حسن بن منصور بن محمود البخاري الحنفي، الأوزجندي صاحب التصانيف. سمع الكثير من الإمام ظهير الدين الحسن بن علي بن عبد العزيز. ومن إبراهيم بن عثمان الصفاري وطائفة. وأملى مجالس كثيرة رأيتها. روى عنه: العلامة جمال الدين محمود بن أحمد الحصيري، أحد تلامذته. بقي إلى سنة تسع وثمانين وخمسمائة فإنه أملى في هذا العام».

## وصلات خارجية
- تحميل الكتاب